# 016
El 016 és una línia telefònica gestionada pel Ministeri de Sanitat espanyol. L'objectiu principal d'aquest servei és donar una sortida a les víctimes de maltractament. Per fer-ho, el 016 es totalment gratuït i no deixa rastre a la factura. A l'altra banda de la línia, les treballadores intenten aconsellar a les víctimes i en cas de necessitat derivar-les al telèfon d'emergències (112 a tota la Unió Europea) o oferir-los assessoria judicial.
Cal destacar que no només està dirigit a les víctimes, sinó també al seu entorn. Es pot accedir al servei a través del telèfon 016 o també mitjançant un correu electrònic a 016-online@msssi.es. El 016 es bàsicament la porta d'entrada a un engranatge per protegir la dona maltractada.

## Història
El telèfon d'atenció a les víctimes del maltractament es va posar en funcionament el 3 de setembre de l'any 2007. La seva primera trucada va ser registrada l'endemà (4-9-07). Un mes després de la posada en marxa d'aquest servei, el telèfon havia rebut un total de 445 trucades. L'any 2017, coincidint amb el desè aniversari del 016, el diari 20 minutos va publicar un article on destacava el fet que des de la posada en marxa del servei, aquest, havia rebut un total de 695.568 trucades. El telèfon rep una mitjana de 8 trucades a l'hora. I la franja horària amb més demanda va de les 11.00-12.00.
Durant el mes de maig de 2018 el 016 va ser fortament criticat perquè el ministeri que dirigia Dolors Montserrat i Montserrat va intentar incloure al telèfon d'atenció a dones maltractades l'assessorament a homes sobre: conciliació, separació, divorci, custòdia de fills o “resolució pacífica de conflictes”. Després de les fortes crítiques rebudes, van eliminar aquesta proposta.

## Funcionament
El 016 es un telèfon totalment gratuït que no deixa rastre a la factura. Tampoc queda al registre de trucades i ni tan sols apareix al marcador per trucar del telèfon. Garanteix atenció les 24 hores del dia els 365 dies de l'any, així, la dona pot trucar en qualsevol moment del dia per demanar ajuda. A l'altra banda de la línia, l'atendrà una de les 23 dones que treballen al servei. Per garantir la comoditat de les afectades, només hi treballen dones, entre les quals la majoria son psicòlogues, advocades especialitzades en violència de gènere i treballadores socials. Les psicòlogues intenten relaxar la dona i convèncer-la de prendre mesures, les animen i expliquen que estan protegides. Les advocades poden ajudar amb el tema jurídic, per interposar denúncies, ordres d'allunyament o divorcis. Les treballadores socials poden ajudar a informar a la dona sobre la situació de custòdia dels seus fills i a trobar un pis social per viure. En cas que la dona que truca al 016 hagi patit lesions o estigui en perill imminent, la trucada es derivarà immediatament al telèfon 112 per tal de trucar a la policia o en casos extrems a l'ambulància. Els menors d'edat també són víctimes de la violència de gènere, per això, des del 016 també s'ha arribat a un acord per a derivar les trucades d'aquest grup d'edat al telèfon ANAR d'Ajuda a Nens i Adolescents: 900.20.20.10. Aquest telèfon ofereix mesures de protecció als menors i ajuda psicològica. Les persones amb discapacitat auditiva o de parla poden trucar al 016 a través del telèfon 900 116 016

## Com saber si necessites aquest servei?
Una relació sentimental ha d'estar basada en la confiança i el respecte mutu. A continuació, poden consultar una llistat avalat pel ministeri de sanitat, sobre els primers signes de la violència de gènere. Qualsevol dona que pateixi un dels següents punts llistats pot recorre al servei que ofereix el 016.
- La seva parella ignora o menysprea els seus sentiment amb freqüències
- La seva parella ridiculitza, menysprea o insulta a les dones en general
- La seva parell l'homilia o la deixa en ridícul en públic
- Amenaça en fer-li mal a ella o a la seva família
- L'ha agredit físicament alguna vegada
- L'aïlla de familiars i, o amics
- L'ha forçat a mantenir relacions sexuals en contra de la seva voluntat
- Li controla els diners i pren decisions per ella
- No li permet treballar
- La seva parella amenaça en separar la dels fills si aquesta el deixa
- La seva parella li controla la manera de vestir
- No expressa opinions lliurement davant d'ell per por a la seva reacció
- La seva parella li revisa el telèfon mòbil i les xarxes socials
- Contínuament ella se sent inferior a ell
- La seva parella es mostra gelosa constantment
- Ella ha deixat de sortir amb els seus amics perquè a la seva parella “no li cauen bé”

## Llista de serveis
- Atenció telefònica i en línia
- Atenció gratuïta i professional. Totes les professionals està acreditades i tenen un funció concreta per tal d'intentar ajudar-te.
- Atenció les 24 hores del dia els 365 dies de l'any. Es pot trucar en qualsevol moment del dia sense importar la hora que sigui, així, les dones en situacions més greus també poden accedir al servei.
- Atenció consultes procedents de tot el territori. Siguis de les illes Canàries, de les Balears, o de Ceuta i Melilla, pots trucar igualment.
- Derivació de trucades d'emergència al 112. En casos extrems en els quals la dona estigui ferida o calgui atenció policial, es deriva la trucada al 112
- Coordinació de serveis similars de les comunitats autònomes. A totes les comunitats autònomes es donen els mateixos serveis.
- Informació a les dones víctimes de violència de gènere i al seu entorn sobre què fer en cas de maltractament

En cas de dubte, tant la dona com el seu entorn pot trucar per demanar consell. El telèfon 016 no només serveix per alertar o demanar ajuda sobre la violència de gènere, ofereix molts altres serveis que la gent desconeix:
- Informació sobre recursos i drets de les víctimes en matèria d'ocupació, serveis socials, ajudes econòmiques, recursos d'informació, d'assistència i d'acollida per a víctimes d'aquest tipus de violència.
- Assessorament jurídic especialitzat, de 9 a 21 hores, de dilluns a divendres, i de 12 a 20 hores :els dissabtes, diumenges i festius.
- Atenció telefònica a 52 idiomes castellà, català, basc, gallec, anglès, francès, alemany, portuguès, xinès mandarí, rus, àrab, romanès, búlgar, tamazight i altres 38 idiomes a través d'un servei de tele-traducció.
- Derivació de trucades realitzades per menors d'edat al Telèfon ANAR d'Ajuda a Nens i Adolescents: 900202010
- Derivació de trucades relacionades amb el tràfic de dones i nenes amb fins d'explotació sexual al telèfon del Ministeri de l'Interior: 900105090